# Pietro Lagnese
Pietro Lagnese (Vitulazio, 9 settembre 1961) è un arcivescovo cattolico italiano, dal 19 dicembre 2020 vescovo di Caserta e dall'11 dicembre 2023 arcivescovo di Capua.

## Biografia
Nasce a Vitulazio, in provincia di Caserta e arcidiocesi di Capua, il 9 settembre 1961. È il quarto dei sei figli di Giovanni e Maria Grazia Tartaglione.

### Formazione e ministero sacerdotale
Dopo la maturità scientifica entra nel seminario maggiore arcivescovile di Napoli; consegue prima il baccellierato in sacra teologia e poi la licenza in teologia pastorale presso la sezione San Tommaso della Pontificia facoltà teologica dell'Italia meridionale, con una tesi sui giovani e la direzione spirituale.
Il 21 settembre 1985 è ordinato diacono e il 1º maggio 1986 presbitero dall'arcivescovo di Capua Luigi Diligenza.
Dal 1986 al 2013 è parroco di Santa Maria dell'Agnena a Vitulazio dove dà vita a numerose iniziative fra cui la Comunità incontro per il recupero dei tossicodipendenti (1992), il centro per la pastorale giovanile (1997), la casa della carità (2004). È inoltre attivo fautore del restauro della chiesa madre (1997) e della costruzione del nuovo centro parrocchiale (2002).
In ambito diocesano è rettore del seminario arcivescovile di Capua dal 1988 al 1994, segretario generale del sinodo della Chiesa di Capua dal 1989 al 1993 e dal 2003 al 2010 responsabile regionale della pastorale familiare per la Conferenza episcopale campana.

### Ministero episcopale

Stemma da vescovo (2013-2023).

Il 23 febbraio 2013 papa Benedetto XVI lo nomina vescovo di Ischia; succede a Filippo Strofaldi, precedentemente dimessosi per motivi di salute.
Il 1º maggio successivo riceve l'ordinazione episcopale, nel centro parrocchiale di Vitulazio, dal cardinale Crescenzio Sepe, arcivescovo metropolita di Napoli, co-consacranti Armando Dini, arcivescovo emerito di Campobasso-Boiano, e Arturo Aiello, vescovo di Teano-Calvi.
L'11 maggio prende possesso della diocesi nella cattedrale di Santa Maria Assunta.
Il 19 dicembre 2020 papa Francesco lo nomina vescovo di Caserta; succede a Giovanni D'Alise, deceduto il 4 ottobre precedente. Il 20 gennaio 2021 prende possesso della diocesi nella cattedrale di San Michele Arcangelo.
Ricopre l'incarico di amministratore apostolico di Ischia dal 19 gennaio al 19 giugno 2021, giorno dell'ingresso del nuovo vescovo Gennaro Pascarella.
L'11 dicembre 2023 papa Francesco lo nomina anche arcivescovo di Capua, unendo così in persona episcopi la diocesi di Caserta con l'arcidiocesi di Capua; succede a Salvatore Visco, dimessosi per raggiunti limiti d'età. Il 4 febbraio 2024 prende possesso dell'arcidiocesi.

## Genealogia episcopale
La genealogia episcopale è:
- Cardinale Scipione Rebiba
- Cardinale Giulio Antonio Santori
- Cardinale Girolamo Bernerio, O.P.
- Arcivescovo Galeazzo Sanvitale
- Cardinale Ludovico Ludovisi
- Cardinale Luigi Caetani
- Cardinale Ulderico Carpegna
- Cardinale Paluzzo Paluzzi Altieri degli Albertoni
- Papa Benedetto XIII
- Papa Benedetto XIV
- Papa Clemente XIII
- Cardinale Enrico Benedetto Stuart
- Papa Leone XII
- Cardinale Chiarissimo Falconieri Mellini
- Cardinale Camillo Di Pietro
- Cardinale Mieczysław Halka Ledóchowski
- Cardinale Jan Maurycy Paweł Puzyna de Kosielsko
- Arcivescovo Józef Bilczewski
- Arcivescovo Bolesław Twardowski
- Arcivescovo Eugeniusz Baziak
- Papa Giovanni Paolo II
- Cardinale Crescenzio Sepe
- Arcivescovo Pietro Lagnese